# Črni Kal
Črni Kal este o localitate din comuna Koper, Slovenia, cu o populație de 191 de locuitori.